# Otto-von-Gruber-Gebirge
Das Otto-von-Gruber-Gebirge ist ein kleines Gebirge, bestehend aus einem Hauptmassiv und verschiedenen Nunatakker in der Antarktis. Es bildet den nordöstlichen Teil des Wohlthatmassivs im zentralen Königin-Maud-Land.

## Entdeckung und Benennung
Das Otto-von-Gruber-Gebirge wurde von der Deutschen Antarktischen Expedition 1938/39 unter der Leitung von Alfred Ritscher entdeckt und mit Hilfe von Luftaufnahmen dokumentiert. Im 1942 erschienenen Expeditionsbericht taucht für das Gebirge nur der Begriff „zentrales Wohlthatmassiv“ auf. Das Gebirge trägt auf der dem Bericht beigefügten Karte im Maßstab 1:50.000 keinen Namen, allerdings sind alle Hauptgipfel auf dieser Karte benannt. Die Karte wurde von dem Geodäten Otto von Gruber (1884–1942), der nach dem Ersten Weltkrieg als Wegbereiter der Photogrammetrie bei Carl Zeiss in Jena wirkte, aus den Luftbildern der Ritscher-Expedition angefertigt. Auf der 1968 veröffentlichten norwegischen Karte Wohlthatmassivet wird das Gebirge zu Ehren Grubers Gruberfjella genannt. Um eine Verwechslung mit den ebenfalls im Königin-Maud-Land liegenden Gruberbergen zu vermeiden, die nach dem Expeditionsteilnehmer Erich Gruber (1912–1940) benannt sind, wurde vom Bundesamt für Kartographie und Geodäsie 1986 der Name Otto-von-Gruber-Gebirge eingeführt.

## Geographie und Geologie
Das Gebirge ragt auf einer Länge von etwa 40 Kilometern in Nordost-Südwest Richtung und bis zu 18 Kilometern in Nord-Süd-Erstreckung aus dem Inlandeis heraus. Im Süden des Gebirges wird das Inlandeis auf bis zu 2000 Metern Höhe aufgestaut, im Norden fällt die Eisoberfläche auf etwa 800 Meter ab. Im Zentrum des Hauptmassivs liegt der Untersee, der von fünf Gipfeln über 2000 Meter Höhe halbkreisförmig umgeben wird. Von Osten beginnend sind dies im Uhrzeigersinn:
- Mentzelberg (2530 m) (nach Rudolf Mentzel, dem kommissarischen Präsidenten der DFG)
- Bastei (2460 m)
- Zuckerhut (2525 m)
- Ritschergipfel (2791 m)
- Zimmermannberg (2324 m)

Etwas nach Südwesten abgesetzt liegen die Schichtberge (2420 m) und die Ödegaardhögda (2330 m).
Am Nordostende des Gebirges befindet sich der Obersee, der etwa 200 Meter höher als der Untersee liegt. Nach Westen und Osten wird das Gebirge durch zwei unterschiedlich breite Gletscher von den nächsten Gebirgen getrennt. Der etwa fünf Kilometer breite Deildebreen trennt das Gebirge von den Petermannketten im Westen, der Muschketow-Gletscher im Osten reicht bis zur Nunatakgruppe um den Vorposten.
Geologisch wird das Otto-von-Gruber-Gebirge von einem einzelnen Anorthosit-Pluton aufgebaut, der eine Ausdehnung von mindestens 900 km² hat; nur der äußerste Südwesten und Osten des Gebirges wird von Gneisen aufgebaut. Der Pluton intrudierte vor etwa 600 mya in die umgebenden Gneise, die ein mesoproterozoisches Alter aufweisen. An einigen Stellen enthält der Anorthosit-Pluton Lagergänge aus dunklem Diorit, die auf Luftbildern deutlich erkennbar sind. Aufgrund dieser flachen Lagergänge erhielten die Schichtberge ihren Namen.